# 段山町停留場
段山町停留場（だにやままちていりゅうじょう）は熊本県熊本市中央区段山本町（だにやまほんまち）、古京町にある熊本市交通局（熊本市電）の電停。停留所番号はB5。B系統が停車する。

## 利用可能な路線
熊本市交通局
- 上熊本線 - ■B系統

## 歴史

### 年表
- 1929年（昭和4年）6月20日：開業。
- 1935年（昭和10年）3月24日：移設。
- 2024年（令和6年）1月-3月：新型車両導入に備えたホームの延長、上屋の設置工事[2]。

### 停留場名の由来
周辺の地名にちなむ。明治時代初期までは東側の藤崎台から西側の島崎まで低い台地となっており「段山」と呼んでいた。九州鉄道や熊本軽便鉄道、また熊本市電上熊本線の路線を通すため開削し現在は平地となっている。

## 停留場構造
相対式2面2線である。また本妙寺入口電停側に折り返し設備がある。信号機のない横断歩道を渡ってアクセスする。
| のりば | 路線               | 方向 | 行先                                   | 備考                                   |
| ------ | ------------------ | ---- | -------------------------------------- | -------------------------------------- |
| 西側   | ■B系統（上熊本線） | 上り | 本妙寺入口・上熊本方面                 |                                        |
| 東側   | ■B系統（上熊本線） | 下り | 辛島町・通町筋・水前寺公園・健軍町方面 | 熊本駅前方面は辛島町で■A系統に乗り換え |

## 利用状況
| 1日乗降人員推移 | 1日乗降人員推移 |
| 年度            | 1日平均人数     |
| --------------- | --------------- |
| 2011年          | 468             |
| 2012年          | 412             |
| 2013年          | 459             |
| 2014年          | 493             |
| 2015年          | 595             |

## 停留場周辺

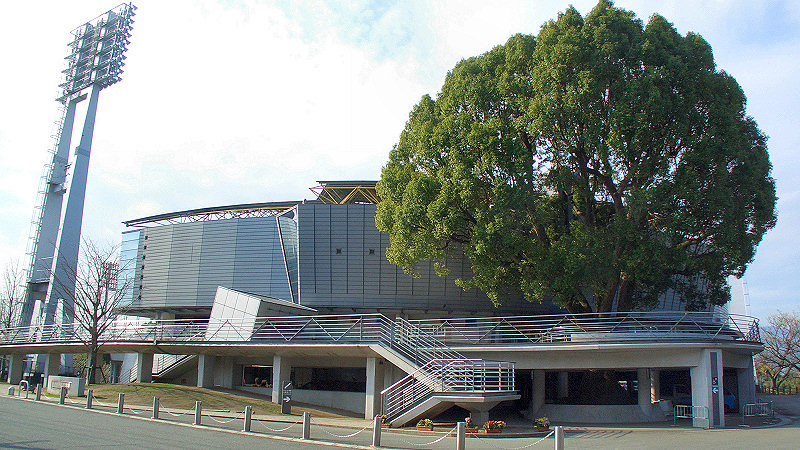
藤崎台県営野球場

熊本市旧市街地の北端に位置する。南下する路地には和菓子店が点在する。
- 熊本城公園
  - 藤崎台県営野球場
  - 熊本県護国神社
  - 熊本市立熊本博物館
  - 旧細川刑部邸
  - 熊本県立美術館本館（くまもとアートポリス選定既存建造物）
- 産交タクシー本社
- 株式会社熊本県酒造研究所 - 「香露」の蔵元。熊本酵母（協会9号酵母）を生み出し、また「野白式天窓」「二重桶方式」「首吊り法（袋吊り法）」などによる酒造技術の向上で、県下のみならず日本の吟醸酒の発展に多大な貢献があることで知られる。
- 熊本YMCA学院

以下の施設は井芹川の対岸に位置しており、当停留場から徒歩8 - 15分を要する。
- 島田美術館
- 三賢堂
- 釣耕園
- 青磁野リハビリテーション病院
- 慈恵病院
- フタバ本社
- 熊本市立千原台高等学校
- 熊本南警察署島崎交番

## バス路線
- 段山バス停は2か所あるが当停留場から最寄りのバス停留所は電車通り側の段山バス停である。

（もう1か所のバス停は、電停前の「熊本YMCA学院」が2020年度まで使用していた建物（元・熊本スケートセンター）があった場所に段山・市立博物館入口（しろめぐりんは藤崎台下）バス停で最寄りの電停は蔚山町である。）
| 系統                                                            | 運行業者                         | 行先 | 備考                                                     |
| 段山バス停（電車通り側）                                        | 段山バス停（電車通り側）         | 段山バス停（電車通り側） | 段山バス停（電車通り側）                                 |
| 桜町BT方面・熊本駅、大学病院方面                                | 桜町BT方面・熊本駅、大学病院方面 | 桜町BT方面・熊本駅、大学病院方面 | 桜町BT方面・熊本駅、大学病院方面                         |
| --------------------------------------------------------------- | -------------------------------- | --- | -------------------------------------------------------- |
| O2-0                                                            | 都市バス                         | 第一環状線<内回り>（熊本駅前・大学病院前・熊本整形外科病院前・大江渡鹿方面）                                                        | 一部「熊本駅」止め便あり。                               |
| U1-1                                                            | 都市バス                         | 桜町BT（段山（市立博物館入口）・国立病院前経由）                                                                                    | 次の停留所は「段山・市立博物館入口」。 平日日中2便のみ。 |
| U2-1・U2-2・U3-1                                                | 産交バス                         | 桜町BT（新町経由） |                                                          |
| 本妙寺電停前、上熊本駅方面・熊本城周遊バス「しろめぐりん」      |                                  | |                                                          |
| O2-0                                                            | 都市バス                         | 第一環状線<外回り>（上熊本駅前・京町本丁・浄行寺町・子飼橋方面）                                                                    |                                                          |
| U1-1                                                            | 都市バス                         | 上熊本営業所（上熊本駅前経由） | 平日日中2便のみ                                          |
| U2-1                                                            | 産交バス                         | 植木駐車場（上熊本駅・和泉・万楽寺・菱形小学校入口・植木・北区役所前経由）                                                          |                                                          |
| U2-2                                                            | 産交バス                         | 万楽寺（上熊本駅・西里駅前経由） |                                                          |
| U3-1                                                            | 産交バス                         | 河内温泉（本妙寺・峠の茶屋・岩戸観音入口・河内中学校前経由）                                                                        |                                                          |
| SS                                                              | 都市バス                         | 熊本城周遊バス「しろめぐりん」（藤崎台下・桜町BT・桜の馬場 城彩苑・熊本城二の丸駐車場・博物館旧細川刑部邸前・県立美術館分館横方面） |                                                          |
| 段山・市立博物館入口バス停 / 藤崎台下バス停 （元・YMCA学院側）  |                                  | |                                                          |
| 桜町BT、水道町、味噌天神前方面 ・熊本城周遊バス「しろめぐりん」 |                                  | |                                                          |
| H1-1                                                            | 都市バス                         | 長嶺団地、小峯営業所（桜町BT・通町筋・味噌天神前・熊高正門前・帯山・日赤病院構内・長嶺団地経由）                                    |                                                          |
| H2-1                                                            | 都市バス                         | 長嶺団地、小峯営業所（桜町BT・通町筋・味噌天神前・水前寺駅前・帯山・日赤病院構内・長嶺団地経由）                                    | 土日祝日、本数少。                                       |
| U1-1・W1-1                                                      | 都市バス                         | 桜町BT、水道町（桜町BT・通町筋経由）                                                                                                | U1-1とW1-1の一部のみ「桜町BT」。 土日祝日、本数少。      |
| SS                                                              | 都市バス                         | 熊本城周遊バス「しろめぐりん」（桜町BT・桜の馬場 城彩苑・熊本城二の丸駐車場・博物館旧細川刑部邸前・県立美術館分館横方面）           |                                                          |
| 本妙寺電停前、上熊本駅方面方面・慈恵病院前、荒尾橋方面          |                                  | |                                                          |
| U1-1                                                            | 都市バス                         | 上熊本営業所（上熊本駅前経由） | 次の停留所は（電車通り側の）「段山」。 平日日中2便のみ。 |
| W1-1・W2-1                                                      | 都市バス                         | 荒尾橋 |                                                          |

## 隣の停留場
熊本市交通局
■B系統（上熊本線）
杉塘電停 (B4) - 段山町電停 (B5) - 蔚山町電停 (B6)